# 봉양초등학교 정덕분교
봉양초등학교 정덕분교는 대한민국 강원도 정선군 정선읍 덕우리 477에 있었던 공립 초등학교이다.

## 연혁
- 1940년 7월 11일 개교
- 1944년 5월 31일 정덕국민학교 승격
- 1994년 3월 1일 봉양국민학교 정덕분교 격하
- 1999년 9월 1일 폐교